# ГЕС Даогушань
ГЕС Даогушань (大孤山水电站) — гідроелектростанція в північній частині Китаю в провінції Ганьсу. Знаходячись перед ГЕС Сяогушань, входить до складу каскаду на річці Жошуй (Хейхе), котра стікає до безстічного басейну на північ від гір Наньшань.
У межах проєкту річку перекрили бетонною греблею висотою 23 метри та довжиною 62 метри. Вона утримує невелике водосховище з об'ємом 290 тис. м3 та припустимим коливанням рівня поверхні в операційному режимі між позначками 2142 та 2145,5 метра НРМ.
Зі сховища через правобережний гірський масив прокладено дериваційний тунель довжиною 7,3 км з діаметром 5,8 метра. Він подає ресурс до машинного залу, де встановлене генераторне обладнання загальною потужністю 65 МВт, яке використовують напір у 84 метри та забезпечує виробництво 201 млн кВт·год електроенергії на рік.